# Външна политика на Естония
След възстановяването на независимостта, Естония провежда външна политика на тясно сътрудничество със страните от Западна Европа. От 13 май 1993 година е член на Съвета на Европа.
На 1 май 2004 година Естония става член на Европейския съюз, а от 1 януари 2011 г. – и на еврозоната. По този начин Естония е една от трите бивши съветски републики, които са интегрирани в европейския пазар и в Шенгенското пространство, както и първата и единствена бивша съветска страна, която приема единната европейска валута и се отказава от независима монетарна политика. Членството в Европейския съюз също така означава върховенство на регламентите на ЕС над националните правни разпоредби.
На 29 март 2004 година Естония става член на НАТО. Участва във военните мисии на НАТО в Ирак и Афганистан. На 7 май 2003 година Парламентът на Естония разрешава изпращането на войски в Ирак. На 20 юни 2003 година по искане на САЩ са изпратени първите кадрови военни в Ирак.
Естония е пълноправен член на ООН, ОИСР, ОССЕ и СТО.

## Външна политика на Естония
След възстановяването на независимостта от Съветския съюз, Русия е една от първите държави, които признават независимостта на Естония (първа е Исландия, на 22 август 1991). През август 1994 г., от територията на Естония за изведени всички военни части и въоръжени сили на Русия.
В същото време, договорът който определя границата между Естония и Русия все още не е ратифициран, въпреки че той е подписан през 1996 г. и повторно през 2005 г. Поради част от включените в него приложения от страна на Естония (като съветската окупация на Естония), по време на ратифицирането от парламента на Естония, Русия отказва да го ратифицира. Това е една от най-проблемните области в двустранните отношения между двете страни.
Президента на Естония Тоомас Хендрик Илвес и президентът на САЩ Джордж У. Буш в Естония, през 2006 година.
Двете най-важни цели на икономическата политиката в това отношение са присъединяването към НАТО и Европейския съюз, постигнати съответно през март и май 2004 г. Промяна в посоката на външната политика на Естония на запад е съпроводена от общото влошаване на отношенията с Русия, което се демонстрира например в дебата за преместване на „Бронзовият войник“ (паметник на Освободителите на Талин).
Важна роля в преориентирането на външната политика на Естония имат тесните ѝ връзки със скандинавските страни, особено Финландия и Швеция. В действителност, естонците считат себе си за скандинавци, а не за (при)балтийци, въз основа на историческите си връзки с Дания и отчасти с Финландия и Швеция. През декември 1999 г. Министъра на външните работи на Естония (а от 2006 г. Президент на Естония) Тоомас Хендрик Илвес произнася реч пред Шведския институт за международни отношения на тема „Естония като скандинавска страна“. През 2003 г. министърът на външните работи (Кристийна Оюланд) организира изложба под надслов „Естония: близки отношения със Скандинавия“.
През 2005 г. Естония се присъедиява към Северната военна група на Европейския съюз, което показа интерес за присъединяване към Северния съвет.
Ако през 1992 г. Русия държи 92% от международната търговия на Естония, то днес има широка икономическа взаимозависимост между Естония и нейните скандинавски съседи: три четвърти от чуждестранните инвестиции в Естония са от скандинавските страни (главно Финландия и Швеция), на който се пада 42% от износа на Естония (в сравнение с 6,5% експорт в Русия, 8,8% в Латвия и 4,7% в Литва). От друга страна фактори в естонската политическа система, като ниската степен на данъка върху доходите и липсата на връзка с модела на социалното подпомагане, я отличава от другите скандинавски страни, но и от много други европейски страни.
Естония е част от 181 международни организации като
- БМР (Банка за международни разплащания),
- СЗО (Световната здравна огранизация),
- СОИС (Световната организация за интелектуална собственост),
- СМО (Световната метеорологична организация),
- ВПС,
- СМО (Световната митническа организация),
- СТО (Световната търговска организация),
- ЕБВР (Европейската банка за възстановяване и развитие),
- ЕС (членство от 1 май 2004),
- ЕИК на ООН,
- Западноевропейския съюз (сътрудничество),
- ИКАО (Международна организация за гражданска авиация),
- ИМО (Международната морска организация),
- Интерпол, ISO (кореспондент),
- МААЕ (Международната агенция за атомна енергия),
- МБВР (Международна банка за възстановяване и развитие),
- МВФ,
- IHO (International Hydrographic Organization),
- Червеният кръст,
- Международна конфедерация на профсъюзите,
- МОК (Международният олимпийски комитет),
- Международна организация по миграция (наблюдател),
- МОТ (Международната организация на труда),
- Международният съюз по телекомуникации,
- Международна финансова корпорация,
- НАТО,
- Международната организация по миграция,
- ОССЕ,
- Организацията за забрана на химическото оръжие,
- ООН,
- „Партньорство за мир“,
- Съвета на балтийските държави,
- СЕ,
- Съвет за евро-атлантическо сътрудничество,
- ОПЗ (Организацията по прехрана и земеделие),
- ЮНЕСКО,
- ЮНКТАД (Конференцията на ООН за търговия и развитие).

## Международни спорове
Участниците в руско-естонските преговори, относно границата между двете държави, достигат до техническо споразумение през декември 1996 година. Договорът е ратифициран през 1999 година. На 18 май 2005 Министърът на външните работи на Естония Урмас Пает заедно с руския си колега Сергей Лавров подписват в Москва „Споразумение между правителството на Република Естония и правителството на Руската федерация за естонско-руската граница“ и „Споразумение между правителството на Република Естония и правителството на Руската федерация относно разграничаването на морските зони в Персийския залив и залива на Нарва“. Ри́йгикогу (естонския парламент) ратифицира договорите на 20 юни 2005, а естонския президент Арнолд Рюйтел ги утвърждава (обнародва) на 22 юни 2005. На 31 август 2005 г., руският президент Владимир Путин издава писмена заповед на руското Министерство на външните работи да уведоми естонската страна за намерението на Русия да не участва в граничните споразумения между Руската федерация и Република Естония. На 6 септември 2005 Министерствто на външните работи на Русия изпраща известие, което гласи, че Русия няма да бъде страна по споразумението за границата между Естония и Русия, и не се счита за обвързана с обстоятелствата, свързани с предмета и целите на договора.

## Отношения c други държави
Страна	Начало на официални отношения	Събития
```
Австралия
```

1956	• Австралия признават Естония на 22 септември 1921 г.
• Страните възстановяват дипломатическите си отношения 21 ноември 1991 г.
• Австралия е представена в Естония чрез посолството си в Стокхолм (Швеция) и консулство в Талин.
• Естония е представена в Австралия чрез посолството си в Токио (Япония) и три консулствата (в Хобарт и две в Сидни).
• В Австралия се намира най-голямата общност от естонци в чужбина, 8232 души се идентифицират като естонци.
```
Австрия
```

1955	• Австрия признава Естония на 26 юни 1921 г.
• Страните възстановяват дипломатическите си отношения 8 януари 1992 г.
• Австрия има посолство в Талин.
• Естония има посолство във Виена и консулството в Залцбург.
• Австрийско Министерство на външните работи: списък на темите за двустранни преговори с Естония
• Естонското Министерство на външните работи: за отношенията с Австрия
```
Азербайджан
```

1968	• Азербайджан има консулство в Талин.
• Естония е представена в Азербайджан чрез посолството си в Анкара (Турция).
• И двете страни са пълноправни членове на Съвета на Европа и на Организацията за сигурност и сътрудничество в Европа (ОССЕ).
• Министерството на външните работи на Азербайджан за отношенията с Естония
• Министерство на външните работи на Естония за отношенията с Азербайджан
```
Армения
```

1961	• Армения е представена в Естония чрез посолството си във Варшава (Полша) и консулството в Талин.
• Естония е представена в Армения чрез посолството си в Атина (Гърция) и консулството в Ереван.
• В Естония има около 2000 представители на Армения.
•Министерство на външните работи на Естония за отношенията с Армения
```
Беларус
```

1982	• Беларус има генерално консулство в Талин.
• Естония откри генерално консулство в Минск на 21 юли 1995 година.
```
България
```

1972	• България признава Естония на 20 май 1921 г. и повторно на 26 август 1991 г.
• България е представена в Естония чрез консулството в Талин.
• Естония има посолство и консулство в София.
• Министерство на външните работи на Естония за отношенията с България
```
Ватикан
```

1978	• Естония е представена от посланик във Ватикана, който се намира в Талин.
• Ватикана е представена в Естония чрез посолството си във Вилнюс (Литва).
• През септември 1993 г. папа Йоан Павел II посещава Естония.
• Министерството на външните работи на Естония отношения с Ватикана
```
Великобритания
```

1977	• Естония има посолство в Лондон и три консулства.
• Обединеното кралство има посолство в Талин.
• И двете страни са пълноправни членки на НАТО и на Европейския съюз.
• Нейно Височество Кралица Елизабет II направи държавно посещение в Естония през октомври 2006 г.
• Министерство на външните работи на Естония за отношенията с Великобритания
• Министерството на външните работи на Великобритания за отношенията с Естония
Унгария
1980
• Унгария признава Естония на 24 февруари 1921 г.
• Естония има посолство и консулство в Будапеща.
• Унгария има посолство в Талин и две консулства.
• И двете страни са пълноправни членки на НАТО и на Европейския съюз.
• Министерство на външните работи на Естония за отношенията с Унгария
Гърция
1979	• Гърция признава Естония на 19 май 1922 г.
• През април 1997 г. Естония открива посолство в Атина.
• Гръцкото посолство в Талин е открито през януари 2005 година.
• И двете страни са пълноправни членки на НАТО и на Европейския съюз.
• Министерство на външните работи на Естония за отношонията с Гърция
• Министерството на външните работи на Гърция за отношенията с Естония
```
Грузия
```

1969	• Грузия е признава Република Естония на 27 август 1991 г.
• От юли 2006 г. Естония има посолство в Тбилиси.
• От април 2007 г. Грузия има посолство в Талин.
• Министерство на външните работи на Естония за отношенията с Грузия
• Министерството на външните работи на Грузия за отношенията с Естония
```
Египет
```

1989	• Египет признава Естония на 6 септември 1991 г.
• Египет е представен в Естония чрез посолството си в Хелзинки (Финландия).
• Естония е представена в Египет от посланика, който се намира в Талин.
• И двете държави са пълноправни членове на Средиземноморския съюз.
•През януари 2005 – министъра на външните работи на Естония Кристийна Оюланд посещава Египет.
•През ноември 2005 – премиера на Естония Андрус Ансип по време на евро-средиземноморската среща в Барселона се среща с египетския премиер Ахмед Назиф.
•През декември 2007 г. – Андрус Ансип отново се среща с Ахмед Назиф на срещата на върха на Евро-Африканския съюз в Лисабон.
• Министерство на външните работи на Естония за отношенията с Египет
• Специална мисия на Естония в Египет
```
Израел
```

1982	• Израел признава Eстония на 4 септември 1991 г.
• Естония се представлява в Израел от посланика, който се намира в Талин.
• Израел е представена в Естония чрез посолството в Хелзинки (Финландия).
• Министерство на външните работи на Естония за отношенията с Израел
```
Индия
```

1977	• Индия повторно признава Естония на 9 септември 1991 г.
• Естония е представена в Индия чрез две консулства.
• Индия е представена в Естония чрез посолството в Хелзинки (Финландия) и почетен консулство в Талин.
```
Ирландия
```

1972	• Ирландия признава Естония на 27 август 1991 г.
• Естония има посолство в Дъблин.
• Ирландия има посолство в Талин.
• И двете страни са пълноправни членове на Европейския съюз.
• В Ирландия живеят около 2400 естонци.
• Министерство на външните работи на Естония за отношенията с Ирландия
```
Исландия
```

1957	• Исландия е първата страна, която признава повторно независимостта на Естония – 22 август 1991 г.
• Естония е представена в Исландия чрез посолството си в Осло и консулството в Рейкявик.
• Исландия е представена в Естония чрез посолството в Хелзинки (Финландия).
• И двете страни са пълноправни членки на НАТО, Съвета на Европа и на Съвета на Балтийско море.
• Министерство на външните работи на Естония за отношенията с Исландия
```
Испания
```

1972	• Испания признава Естония през 1921 г. и повторно на 27 август 1991 г.
• Естония има посолство в Мадрид и две консулства.
• Испания има посолство и консулство в Талин.
• И двете страни са пълноправни членоки на НАТО и на Европейския съюз.
• Министерство на външните работи на Естония за отношенията с Испания
• Министерство на външните работи на Испания за отношенията с Естония
```
Италия
```

1952	• Италия признава Естония на 26 януари 1921 г. и повторно на 27 август 1991 г.
• Естония има посолство в Рим и шест консулствата (в Каляри, Флоренция, Генуа, Милано, Неапол и Торино).
• Италия има посолство в Талин.
• И двете страни са пълноправни членове на НАТО и на Европейския съюз.
• Министерство на външните работи на Естония за отношенията с Италия
```
Косово
```

1980	Естония признава Косово на 21 февруари 2008 г.
```
Латвия
```

1988	• Естония има посолство в Рига.
• Латвия има посолство в Талин.
• Двете държави поддържат близки отношения и имат общата история.
```
Литва
```

1969	• Естония има посолство във Вилнюс.
• Литва има посолство в Талин.
• И двете страни са пълноправни членове на Съвета на балтийските държави, НАТО и Европейския съюз.
```
Люксембург
```

1954	• Люксембург признава Естония на 22 февруари 1923 г. и повторно на 27 август 1991 г. Двете държави възстановяват дипломатическите си отношения на 29 август 1991 г. Естония е представена в Люксембург чрез посолството си в Брюксел (Белгия) и консулството в Люксембург. Люксембург е представен в Естония чрез посолството си в Прага (Чехия). В Люксембург, живеят около 300 естонци.
• През 1935 г. Е подписано търговско споразумение между Естония, Белгия и Люксембург.
• На 1 декември 1994 г. влиза в сила споразумение за пътнотранспортната мрежа между Естония, Латвия, Литва, Белгия, Люксембург и Холандия.
• На 23 септември 1999 г. влиза в сила споразумение между Естония и Белгийско-Люксембургският икономически съюз за взаимно насърчаване и защита на инвестициите.
```
Малта
```

1990	• Малта признава Естония на 26 август 1991 г.
• Естония е представена в Малта чрез посолството си в Рим (Италия).
• Малта е представена в Естония чрез посолството си, си във Валета и консулството в Талин.
• И двете страни са пълноправни членки на Европейския съюз.
• Министерство на външните работи на Естония за отношенията с Малта
```
Молдова
```

1971	• Молдова признава Естония на 28 август 1991 г., а Естония Молдова – 20 февруари 1992 г.
• Естония е представена в Молдова чрез посолството си в Киев (Украйна) и консулство в Кишинев.
• Молдова има посолство в Талин.
• И двете страни са пълноправни членки на Съвета на Европа.
• Министерство на външните работи на Естония за отношенията с Молдова
• Министерството на външните работи на отношения на Молдова с Естония
```
Нидерландия
```

1961	• Нидерландия признава Естония на 5 март 1921 г. След разпадането на Съветския съюз, Холандия повторно признава Естония на 2 септември 1991 г.
• Естония има посолство в Хага и две консулства.
• Нидерландия има посолство в Талин.
• И двете страни са пълноправни членки на НАТО и на Европейския съюз.
• Министерство на външните работи на Естония за отношенията с Холандия
• Министерството на външните работи на Нидерландия за отношенията с Естония
```
Норвегия
```

1956	• Норвегия признава Естония на 5 февруари 1921 г. Норвегия признава анексирането на балтийските държави от Съветския съюз.
• Естония има посолство в Осло и три консулствата.
• Норвегия има посолство в Талин.
• И двете страни са пълноправни членки на Съвета на Балтийските държави.
• Министерство на външните работи на Естония за отношенията с Норвегия
```
Полша
```

1982	• Полша признава независимостта на Естония на 31 декември 1920 г. и повторно на 26 август 1991 г.
• Естония има посолство във Варшава и три консулствата
• Полша има посолство в Талин.
• И двете страни са пълноправни членки на Съвета на балтийските държави, НАТО и Европейския съюз.
• Министерство на външните работи на Естония за отношенията с Полша
```
Португалия
```

1980	• Португалия признава Естония де факто през 1918 г. и де юре на 6 февруари 1921 г. Португалия никога не е признавала окупацията на Естония от Съветския съюз.
• Португалия признава Република Естония на 27 август 1991 г.
• Естония има посолство в Лисабон и две консулства.
• Португалия има посолство в Талин.
• И двете страни са пълноправни членове на НАТО и на Европейския съюз.
• Министерство на външните работи на Естония за отношенията с Португалия
```
Република Корея
```

1965	• Южна Корея признава Естония на 6 септември 1991 г.
• Естония има посолство в Сеул.
• Южна Корея е представена в Естония чрез посолството в Хелзинки (Финландия) и почетно консулство в Талин.
• Износ на Естония за Корея се състои главно от машини и техническо оборудване и дървесина. Основния внос: превозни средства и механично оборудване. Общият износ за Корея през 2006 г. възлиза на 19.2 милиона евро, а вносът възлиза на 34,6 милиона евро.
• Министерството на външните работи на Естония за отношенията с Южна Корея
• Министерство на външните работи на Южна Корея за отношенията с Естония
```
Русия
```

1957	Руско-естонските отношения бяха възстановени през януари 1991 г., след среща между президентът на Руската федерация Борис Елцин и президента на Естония Арнолд Рюйтел в Талин. Там те подписаха договор уреждащ отношенията между двете страни след очакваната независимост на Естония от Съветския съюз. Споразумението гарантира правото на свободен избор на гражданство за всички жители на бившата съветска република и на СССР.
Русия е една от първите страни, които признават повторно, Република Естония на 24 август 1991 г., след неуспешен опит за преврат. Съветският съюз признава независимостта на Естония на 6 септември. Отношенията между двете държави охладняват покрай въпросите касаещи оттеглянето на руските войски от прибалтийските републики и отказа на Естония от даване на автоматично гражданство на лицата, преместили се там през 1941 – 1991, и тяхното потомство.
```
Румъния
```

1969	• Румъния признава независимостта на Естония на 26 февруари 1921 г.
• Естония е представена в Румъния чрез посолството си във Варшава (Полша). Естония планира да открие консулство в Будапеща.
• Румъния е представена в Естония чрез посолството в Хелзинки (Финландия) и почетен консулство в Талин.
• И двете страни са пълноправни членки на НАТО и на Европейския съюз.
• Министерство на външните работи на Естония за отношениятас Румъния
• Министерство на външните работи на Румъния за отношенията с Естония
```
Сърбия
```

1990	• Естония е представена в Сърбия чрез посланик, намиращ се в Талин (Министерство на външните работи).
• Сърбия е представена в Естония чрез посолството в Хелзинки (Финландия).
• Министерство на външните работи на Естония за отношенията със Сърбия
• Министерството на външните работи на Сърбия за отношенията с Естония
```
Словакия
```

1960	• Естония признава Словакия на 15 януари 1993 г.
• Естония е представена в Словакия чрез посолството във Виена (Австрия).
• Словакия е представена в Естония чрез посолството си в Рига (Латвия) и консулството в Талин.
• И двете страни са пълноправни членове на НАТО и на Европейския съюз.
• Министерство на външните работи на Естония за отношенията със Словакия
```
САЩ
Основна статия: Estonia–United States relations
```

```
Украйна
```

1987	• Украйна признава Естонив на 26 август 1991 г.
• Естония има посолство в Киев.
• Украйна има посолство в Талин.
• Министерство на външните работи на Естония за отношенията с Украйна
```
Финландия
```

1954	• Финландия има посолство в Талин и консулство в Тарту.
• Естония има посолство в Хелзинки и пет консулства.
```
И двете страни са пълноправни членове на Съвета на балтийските държави и ЕС.
```

• Министерство на външните работи на Естония за отношенията с Финландия
```
Франция
```

1953	• Франция признава Естония на 26 януари 1921 г. Франция никога не е признавала съветската окупация над Естония. Франция повторно признава Естония на 25 август 1991 г.
• Естония има посолство в Париж и четири консулствата (в Лил, Лион, Нанси и Тулуза).
• Франция има посолство в Талин.
• И двете страни са пълноправни членки на НАТО и на Европейския съюз.
• Министерство на външните работи на Естония за отношенията с Франция
• Министерството на външните работи на Франция за отношенията с Естония
```
Хърватия
```

1987	• През 2000 г. страните подписват споразумение за взаимен безвизов режим на пътуване за гражданите, пътуващи между двете страни. През септември 2008 г., министър-председателя на Естония Андрус Ансип беше на държавно посещение в Хърватия, по време на което той подкрепя страната да се присъедини към НАТО и ЕС.
• Министерството на външните работи на Хърватия: списък на теми за двустранни преговори с Естония
• Министерство на външните работи на Естония за отношенията с Хърватия
```
Чили
```

	• Чили повторно признава Естония на 28 август 1991 г., дипломатическите отношения между двете страни се възстановяват на 27 септември 1991 г. Чили е представена в Естония чрез своя посланик в Хелзинки (Финландия) и консулството в Талин. Естония е представена в Чили през консулството в Сантяго.
• На 2 декември 2000 година влиза в сила споразумение за безвизов режим между Естония и Чили. Страните също така подписват меморандум за сътрудничество между министерствата на външните работи и ртифицират споразумение за културно, туристическо и информационно сътрудничество.
• Чили е един от най-важните международни партньори на Естония в Южна Америка.
• През 2007 г. търговията между Естония и Чили бе оценена на 6.3 милиона евро. Износ на Естония се състои главно в машини, механично оборудване, минерални горива. Износа на Чили за Естония включва вино, риба, миди и зеленчуци. През 2004 г., 83% от износа на Чили за Естония оценяван на 2.4 млн. евро се състои от вино. През 2008 г. чилийски вина имат най-висок дял на пазара на вино в Естония, след испанските. Заради неблагоприятните за отглеждане на грозде климатични условия, повечето от вината, продавани в Естония, се внасят.
```
Швеция
```

	• Естония е под шведска окупация в периода 1561 – 1721 г.
• Швеция признава Естония на 27 август 1991 г.
• Естония има посолство в Стокхолм и пет консулства.
• Швеция има посолство в Талин и две консулства
• Министерството на външните работи на Естония за отношенията с Швеция
```
Япония
```

1971	• Посолството на Естония в Токио е построено през 1996 г.
• Посолството на Япония в Талин е открито през 1993 г.
• Япония е финансирала няколко по-малки проекти в Естония в областта на културата и образованието.
• Министерството на външните работи на Естония за отношенията с Япония
• Министерство на външните работи на Япония за отношенията с Естония
- Превод от руски